# 彎彎
彎彎（1981年8月16日—），本名胡家瑋，臺灣網路圖文創作家。並非電視劇《星星知我心》秋水長天的女童星彎彎胡家瑋。「彎彎」之名是模仿自1980年代臺灣電視公司知名連續劇《星星知我心》裡頭的童星胡家瑋，因該劇飾演「彎彎」一角之童星，其本名恰好也叫胡家瑋，未經本人同意即用彎彎當藝名。是台灣第一位拍攝電視廣告（台灣固網彎彎篇）甚至跨足電影界的部落客。網路作家九把刀為她在2010年拍攝的電影《那些年，我們一起追的女孩》劇本中，設定「胡家瑋」一角，為男主角柯景騰的同班同學，女主角沈佳宜的最好朋友。但實際上彎彎本人為台北人，此一角色為虛構角色。 2020年接受鏡週刊訪問表示，隨著年齡與環境，有不同的觀點，現在的畫出來的角色，與一開始不同，有不一樣的詮釋，更說出「我覺得…以前的彎彎已經死了。」。

## 生平紀事
- 彎彎畢業於復興商工美工科。畢業後親友及老師勸說，鼓勵其繼續升學，往美工設計的學業更上層樓，但彎彎直接投入設計職場。雖起步時期月薪不到一萬元，但在2004年10月，開始於無名小站設立個人網誌，在網路分享業餘創作，以辦公室工作感受為主題之有趣MSN大頭貼而走紅。
- 2005年，獲選《中時電子報》第一屆全球華文部落格大獎華文生活類與金石堂書店年度風雲人物，並出版多部針對年輕人或者上班族的個人漫畫專著，成為部分商品代言標誌。
- 與全家便利商店合作過彎彎吸鐵，送出超過五千萬個磁鐵，為全家便利商店帶來新台幣上億元營收。
- 2006年，《中時電子報》第二屆全球華文部落格大獎幽默趣味類得獎者。
- 2007年10月16日，《講義雜誌》頒發年度最佳作家獎，彎彎獲得「插畫家獎」。同年，成為台灣第一個瀏覽人次破億的部落格，也是第一位拍廣告的部落客，與台灣固網、維他露基金會、三星電子、乖乖等廠商合作推出共八支電視廣告。
- 2009年12月，獲得Yahoo!奇摩搜尋人氣大獎部落客。
- 2010年5月，推出個人破億環島紀錄片電影《帶著夢想去旅行》。
- 2010年12月，擔任歐盟親善大使，並出版[歐洲GO了沒]。
- 由香港閱讀城舉辦，香港中學生選出的[歐洲GO了沒]及[轉個彎，怎樣都幸福]分別入圍第10屆與第11屆香港十本好讀獎。
- 2013年8月與紐西蘭奇異果合作推出LINE貼圖，累積下載量更突破600萬人次，之後共合作3款免費下載貼圖。
- 台灣第一個登陸LINE貼圖及LINE camera貼圖及LINE主圖的創作，截至目前共推出11款付費貼圖，累積下載量達上千萬。
- 2014年12月獲得痞客邦第一屆金典賞最佳圖文部落客。入選為十大中學生最想成為的職業達人之一。
- 跨界合作與歌手楊丞琳和主持人蔡康永合作書籍出版，與台灣樂團旺福合作推出全動畫MV-〈大睡之歌〉，引起華人區關注。
- 因彎彎的成功經驗，許多台灣的圖文創作家開始如雨後春筍般以部落格作為媒介大量湧現，也使得這類以生活經驗為主題的圖文書籍迅速在出版市場上占有一席之地。至今彎彎的部落格仍然為臺灣瀏覽人次最高的部落格，再加上其開創性的地位，彎彎於是被譽為「部落格天后」、「彎神」（參照海豚男的著作《海豚男的海海人生》）。

## 爭議
2014年5月17日，彎彎結婚。5月29日，被《壹週刊》拍攝到與台灣部落客黃大爺的街頭親吻畫面。該周刊於6月4日出刊後引發讀者及網友廣大討論，同日中午，彎彎公開向大眾鞠躬道歉。

## 著作
- 2005年11月30日《可不可以不要上班——彎彎塗鴉日記1》（ISBN 978-957-28747-3-8）。
- 2006年7月17日《一起蹺班去——彎彎塗鴉日記2》（ISBN 978-957-28747-5-2）。
- 2006年9月29日《可不可以不要上班——彎彎的音樂塗鴉日記》（CD+VCD）。
- 2006年11月30日《還在背書包的時候：彎彎出書一週年紀念畫冊》（ISBN 978-957-28747-7-6）。
- 2007年5月10日《可不可以不要上學——彎彎塗鴉日記3》（ISBN 978-986-83330-0-0）。
- 2008年4月25日《Fun Fun馬後炮》（與藝人楊丞琳合著）（ISBN 978-986-13324-3-7）。
- 2008年7月17日《可不可以天天出去玩——彎彎旅行日記1》（ISBN 978-986-83330-1-7）。
- 2009年3月12日《要不要來我家——彎彎塗鴉日記4》（ISBN 978-986-83330-3-1）。
- 2009年12月10日《可不可以不要鐵飯碗——彎彎各行各業初體驗》（ISBN 978-986-85784-1-8）。
- 2010年1月25日《彎家有娘初長成》（與彎娘合作）（ISBN 978-986-13331-4-4）。
- 2010年10月26日《可不可以不要NG——彎彎塗鴉日記5》（附DVD）（ISBN 978-988-19607-1-9）。
- 2010年12月16日《歐洲GO了沒——彎彎旅行日記2》（ISBN 978-986-86839-0-7）。
- 2011年8月5日《轉個彎，怎樣都幸福——彎彎的生活小語》（ISBN 978-986-86839-3-8）。
- 2011年12月26日《我們都是這樣彎大的——彎彎校園抒壓日記》（ISBN 978-986-13339-6-0）。
- 2012年9月6日《可不可以繼續幼稚！？——彎彎塗鴉日記6》（ISBN 978-986-86839-8-3）。
- 2012年12月26日《彎彎不歪腰玩樂筆記》（ISBN 978-986-325-070-8）。
- 2013年7月31日《我們都是這樣彎大的之彎彎的魔法APP》（ISBN 978-986-13346-3-9）。
- 2014年3月28日《可不可以一直在一起：彎彎寵物日記》（ISBN 978-986-88755-7-9）。
- 2014年4月30日《蔡康永的說話之道2》（與藝人蔡康永合著）(ISBN 978-986-13639-0-5)
- 2015年8月3日《可不可以勇敢挑戰：彎彎的應援，為自己Fight again！》( ISBN 978-986-92021-0-7）。
- 2017年1月10日《阿娘喂！我就這樣當媽了 : 彎兒小圓仔報到日記》( ISBN 978-957-10699-7-5) 。
- 2018年1月17日《彎彎甜點筆記：彎風正甜！來喔～一起發現台北美味甜食店》( ISBN 978-957-56406-6-8 ) 。

## 電影
- 2010年《帶著夢想去旅行》（飾演 彎彎）
- 2011年《那些年，我們一起追的女孩》（飾演 胡家瑋）
- 2012年《愛的麵包魂》（飾演 阿娟）

## 外部連結
- 彎彎的塗鴉日誌
- 彎彎的痞客邦PIXNET（2020年10月停止更新）
- 彎彎的Instagram （页面存档备份，存于）
- 彎彎的Twitter （页面存档备份，存于）

彎彎的Flickr （页面存档备份，存于）
- 彎彎的Facebook粉絲頁 （页面存档备份，存于）
- 彎彎的噗浪Plurk （页面存档备份，存于）
- 彎彎的新浪微博 （页面存档备份，存于）
- 彎彎的搜狐博客 （页面存档备份，存于）
- 彎彎的Youtube頻道
- 胡家瑋（彎彎）：天后彎彎畫出上億身價 （页面存档备份，存于）
- 彎娘很瞎 彎彎：她是女兒、我是媽
- 2006-7-11新京報訪談內容 （页面存档备份，存于）
- 彎彎在互联网电影资料库（IMDb）上的資料（英文）
- 彎彎在香港影庫上的簡介
- 彎彎在豆瓣上的资料（简体中文）
- 彎彎在时光网上的簡介（简体中文）